# Зелені вогні
«Зелені вогні» — радянський чорно-білий художній фільм, поставлений на кіностудії «Білорусьфільм» в 1955 році режисерами Сергієм Сплошновим і Йосипом Шульманом. Прем'єра фільму відбулася 21 квітня 1956 року.

## Сюжет
Фільм про залізничників Білорусії, послідовників зачинателя стахановського руху на транспорті П. Кривоноса. Сергій Чобур, молодий машиніст, виконуючи свій перший рейс і намагаючись зробити надшвидкісний пробіг на ешелоні зі збільшеною масою корисного вантажу, перевищує встановлені норми. Маршрут пробігу досить складний, з численними підйомами, поворотами, де мало прямих ділянок і немає можливості розігнатися. Під час руху знаходять несправність паровоза. Ремонт в дорозі призводить до порушення правил технічної експлуатації, і противники нововведення — кар'єристи депо знімають з роботи Чобура. За активної участі начальника політвідділу Якушева досвід Чобура вдається успішно повторити, і його повертають на паровоз. Велике місце в фільмі займає мелодраматична частина, так би мовити, любовний трикутник. Головному герою подобається одна дівчина, а сам він подобається іншій.

## У ролях
- Геннадій Малишев —  Сергій Чобур, машиніст
- Борис Терентьєв —  Іван Сергійович Якушев, начальник політвідділу
- Олександр Кістов —  Василь Єгорович Єгоров, начальник відділення
- Євген Карнаухов —  Євген Михайлович Сосновський, начальник депо
- Маргарита Ліфанова —  Оксана, диспетчер
- Валентина Ушакова —  Людмила, інженер
- Георгій Гумільовський —  Зюзін
- Гліб Глєбов —  Кирило Кузьмич Калина
- Юрій Галкін —  Андрій Міхейчик, кочегар
- Рита Гладунко —  Дуся
- А. Зотов —  Володя
- Тамара Трушина —  тітка Сосновського
- Анна Обухович —  Марія Петрівна
- Борис Кудрявцев —  Олександр, залізничник
- Здислав Стомма —  Кузьмич
- К. Євлампія —  Микола
- Володимир Уральський —  Луценко

## Знімальна група
- Режисери — Сергій Сплошнов, Йосип Шульман
- Сценарій — Аркадій Мовзон
- Головний оператор — Андрій Булинський
- Художник-постановник — Юрій Буличов
- Композитори — Юрій Бельзацький, Дмитро Камінський
- Текст пісень — К. Киреєнко
- Звукооператор — В. Дьомкін
- Монтажер — М. Модриченнікова
- Редактор — Ф. Бондарєва
- Художник-гример — В. Львов
- Асистент режисера — М. Савва
- Консультант — М. Нестеренко
- Художній керівник — Володимир Корш-Саблін
- Симфонічний оркестр Білоруського державного театру опери та балету
- Директор картини — С. Тульман